# Sepedon lignator
Sepedon lignator är en tvåvingeart som beskrevs av Steyskal 1951. Sepedon lignator ingår i släktet Sepedon och familjen kärrflugor. Inga underarter finns listade i Catalogue of Life.